# 27Elephant
27Elephant는 대한민국의 음악 그룹이다. 2023년 EP 《Mirror》로 데뷔했다.

## 음반
- Mirror (2023)